# Йенн (коммуна)
Йенн (фр. Yenne) — коммуна во Франции, департамент Савойя, регион Рона — Альпы. Является центром кантона Бюже-Савойард. Округ коммуны — Шамбери. Код INSEE коммуны — 73330. Мэр коммуны — Рене Радерно, мандат действует на протяжении 2014—2020 гг.

## География
Йенн расположен на границе департаментов Савойя и Эн в 25 километрах от административного центра департамента Савойя — Шамбери. Коммуна находится на восточном берегу ущелья, по которому течёт Рона.

## Население
Согласно переписи 2013 года население Йенна составляло 2969 человек (48,1 % мужчин и 51,9 % женщин), в коммуне было 1325 домашних хозяйств и 812 семей. Население коммуны по возрастному диапазону распределилось следующим образом: 19,2 % — жители младше 14 лет, 14,8 % — между 15 и 29 годами, 20,5 % — от 30 до 44 лет, 17,1 % — от 45 до 59 лет и 28,4 % — в возрасте 60 лет и старше..
Среди населения старше 15 лет (2241 человек) 35,6 % населения не имели образования или имели только начальное, 28,6 % — закончили полное среднее образование или среднее специальное образование, 16,3 % — окончили бакалавриат, 19,5 — получили более высокую степень.
Среди жителей старше 15 лет 45,2 % состояли в браке, 54,8 % — не состояли. Из 1325 домашних хозяйств 36,3 % состояли из одного человека, 61,3 % представляли собой семьи (пары с детьми 25,4 %, бездетные пары — 28 %, семьи с одним родителем — 7,9 %).
В 2013 году из 1777 человек трудоспособного возраста (от 15 до 64 лет) 1346 были экономически активными, 431 — неактивными (показатель активности 75,7 %, в 2008 году — 75,2 %). Из 1346 активных трудоспособных жителей работали 1232 человека (544 мужчины и 588 женщин), 114 числились безработными. Среди 431 трудоспособных неактивных граждан 126 были учениками либо студентами, 195 — пенсионерами, а ещё 110 — были неактивны в силу других причин. Распределение населения по сферам занятости в коммуне: 1,1 % — сельскохозяйственные работники, 8,3 % — ремесленники, торговцы, руководители предприятий, 10,4 % — работники интеллектуальной сферы, 22,8 % — работники социальной сферы, 30,1 % — государственные служащие и 27,3 % — рабочие. В 2010 году средний доход в месяц на человека составлял 1815 €, в год — 21 777 €. При этом мужчины имели медианный доход в 2038 € в месяц против 1592 € среднемесячного дохода у женщин.
Динамика населения согласно INSEE:
| Население коммуны в XIX—XXI веках |
| --------------------------------- |
|                                   |

## Выборы
В ходе 1-го тура голосования 2012 года за Николя Саркози проголосовало 26,91 % населения, за Франсуа Олланда 20,95 %, за Марин Ле Пен 26,91 %. Во втором туре 56,34 % проголосовало за Николя Саркози, а 43,66 % за Франсуа Олланда. Явка на выборы составила 84,54 % в 1-м туре и 82,48 % во 2-м.

## Достопримечательности
- Шато де Шатляр (фр. Château du Châtelard) — замок XVI века.

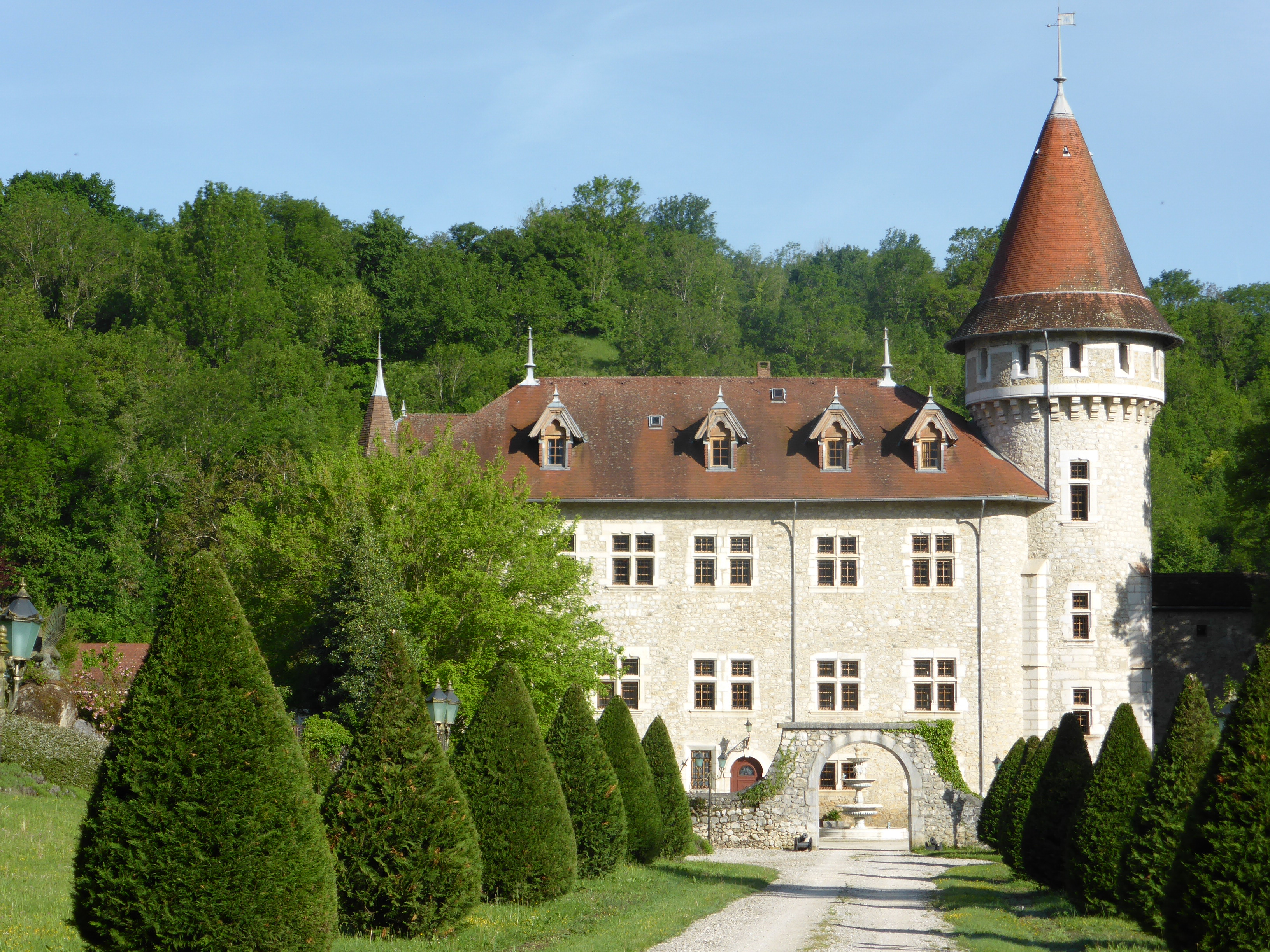
Шато де ла Драгоньер

- Шато де ла Драгоньер (фр. Château de la Dragonnière) — укреплённое здание XIV века, перестроенное в XVII и XX веках.
- Шато де Сомон (фр. Château de Somont) (ранее назывался Шато Субмон — шато под горой) — замок XIII века, перестроенный в XIX веке.
- Приходская церковь Нотр-Дам (фр. Eglise paroissiale Notre-Dame) — церковь XII века, реконструировалась в XVII веке, является историческим памятником Франции[6].